# Cryptandra hispidula
Cryptandra hispidula là một loài thực vật có hoa trong họ Táo. Loài này được Reissek & F.Muell. mô tả khoa học đầu tiên năm 1858.